# Управление денежного обращения Бермудских Островов
Управление денежного обращения Бермудских островов (англ. Bermuda Monetary Authority) — государственное учреждение Бермудских островов, выполняющее функции центрального банка. Основано 20 февраля 1969 года.
Управление: контролирует финансовые учреждения; выпускает национальную валюту Бермуд; выполняет функции органа валютного контроля; оказывает помощь органам власти Бермуд в обнаружении и предотвращении финансовых преступлений; готовит рекомендации Правительству по вопросам банковского дела и другим финансовым и денежно-кредитным вопросам.